# Fluorescenční anizotropie
Fluorescenční anizotropie (Anizotropie fluorescence) je jev, kdy světlo emitované fluoroforem má v různých směrech různou intenzitu. Princip anizotropie fluorescence a přehled užití této metody je ukázáno v knize Prof. Lakowicze.

## Princip metody
Při fluorescenci molekula fluoroforu pohlcuje foton a dostává se do excitovaného stavu. Po krátkém okamžiku přechází molekula přes metastabilní excitovaný stav, kdy uvolní část energie ve formě tepla, do základního relaxovaného stavu, kdy dochází ke ztrátě zbylé energie ve formě fotonu. Při excitaci molekuly fluoroforu dochází k přeuspořádání elektronového obalu molekuly. To má za následek, že k excitaci může docházet pouze při vhodném natočení molekuly vůči dopadajícímu světlu charakterizovanému vektorem elektrické intenzity E (polarizace excitace). Potom také při emisi fotonu bude směr vyzáření vůči rovině molekuly nejpravděpodobnější v jednom směru (polarizace emise).
Když bude soubor náhodně orientovaných molekul ozářen polarizovaným světlem (vektor elektrické intenzity kmitá v jedné rovině), budou excitovány pouze molekuly, které jsou vhodně natočeny vůči dopadajícímu světlu.
Kdyby molekuly nerotovaly (např. ve zmraženém roztoku), emitované světlo by bylo také výrazně polarizované. V tomto případě by se jednalo o vnitřní anizotropii (označovanou r0. Vnitřní anizotropii fluoroforu můžeme měřit ve zmraženém polyolu (dělení alkoholů).
Ve skutečnosti se však molekuly neustále pohybují (rotují), čímž je míra polarizace emise výrazně ovlivněna. Za čas, který uplyne mezi excitací molekuly a následnou emisí fotonu (doba dohasínání fluorescence {\displaystyle \tau }), se molekuly otočí do různých směrů.
Anizotropie fluorescence je závislá na rychlosti rotace molekul. Rotace molekul je popsána rotačním korelačním časem {\displaystyle \phi } (čas, za který se molekula otočí o jeden radián).
Anizotropie fluorescence může být vyjádřena vztahem:
{\displaystyle r={\frac {r_{0}}{1+\tau /\phi }}}
Zde je r pozorovaná anizotropie, r0 vnitřní anizotropie, {\displaystyle \tau }doba dohasínání fluorescence a {\displaystyle \phi } rotačním korelační čas molekuly.